# Айдар (Казахстан)
Айда́р (каз. Айдар) — село у складі Каратальського району Жетисуської області Казахстану. Входить до складу сільського округу Жолбарис-батира.
Населення — 114 осіб (2021; 138 у 2009, 119 у 1999, 206 у 1989).